# イリーナ・ハカマダ
イリーナ・ムツオヴナ・ハカマダ（イリーナ袴田、Ири́на Муцу́овна Хакама́да, Irina Mutsuovna Khakamada, 1955年4月13日 - ）は、ロシアの政治家。学歴はモスクワ大学経済学部大学院修了。学位は経済学修士（モスクワ大学）。元ロシア下院副議長。日本人の父を持つ。

## 来歴
1955年4月13日、モスクワで1939年にソ連に政治亡命した袴田陸奥男とロシア系アルメニア人の母Nina Sinelnikovaの間に生まれる。母親はダゲスタンのレズギン人の血も引く。日本共産党副委員長の袴田里見は伯父に、青山学院大学名誉教授の袴田茂樹は異母兄に当たる。 
1978年、パトリス・ルムンバ名称民族友好大学（現在のロシア諸民族友好大学）外国経済学部を卒業する（経済学士）。1981年、モスクワ大学経済学部大学院修了（経済学修士）。学生時代から父親と共産主義に反発し、のちに市場経済主義者となった。ソ連国家計画委員会研究所勤務を経て、ビジネスの道に入り、1989年にロシア商品取引所の設立者の一人となる。その他、株式取引所情報研究センター所長、ロシア国民商業銀行、経済通信社設立などに参加する。
1992年に経済自由党を結成、同年12月に書記長を経て共同議長に就任する。1993年12月、連邦議会下院選挙に小選挙区から立候補し、「ロシアの選択」の支持を得て当選した。以後3期当選している。下院経済政策委員会に所属した。1994年、女性リベラル財団議長。1995年12月、下院議員に再選する。1997年にロシア連邦中小企業支援・発展国家委員会議長に就任する。1999年12月の下院選挙に備えセルゲイ・キリエンコ、ボリス・ネムツォフらと共に右派連合（右派勢力同盟）を結成し、共同議長に就任した。下院選挙では3選を果たし、下院副議長に選出される。また同年ロシア・ビジネス円卓会議運営会議委員に就任した。しかし、2003年12月の下院選挙で右派連合は、議席確保に必要な5％の得票率を超えることが出来ず、小選挙区でもハカマダは下院議長だったゲンナジー・セレズニョフに敗れた。2004年の大統領選挙にも立候補した。2006年に活動を開始した、ロシアの野党など政府反対勢力の連合「もう一つのロシア」のメンバーである。
ハカマダは、ロシアの将来像としては欧米型の民主的な法治国家を志向し、大国主義を否定している。そのための政治システムとしては、現行の強力な大統領制より、議院内閣制を導入することを主張している。